# Kampfparität
Damit die Tarifparteien im Rahmen der Tarifautonomie des Art. 9 Abs. 3 GG einen gemeinsamen Tarifvertrag aushandeln können, ist es notwendig, dass sie sich als gleichberechtigte Partner gegenüberstehen und die Arbeitgeberseite durch die ihr immanente Machtstellung nicht in der Lage ist, die Arbeitnehmerseite zu erpressen. 
Das Gebot der Kampfparität leitet sich vom Gebot der „Waffengleichheit“ ab. Diese Situation des Stärkegleichgewichts wird als Kampfparität bezeichnet. Wie diese zu ermitteln ist und unter welchen Voraussetzungen sie besteht, ist in Wissenschaft und Rechtsprechung umstritten.
Ursprünglich ging man vom formellen oder formalen Paritätsbegriff aus, nachdem durch eine rechtliche Ebenbürtigkeit der Tarifvertragsparteien und die Gleichwertigkeit von Aussperrung und Streik grundsätzlich Kampfparität gegeben war. Diese Auffassung gab das Bundesarbeitsgericht 1980 auf und ging zum materiellen Paritätsbegriff über, nach dem es auf das tatsächliche Kräfteverhältnis ankommt. Dieses ist nach dem Bundesarbeitsgericht jedoch nicht situationsbedingt, sondern im Rahmen einer „typisierenden Betrachtung“ festzustellen.